# Большие противолодочные корабли проекта 1155.1
Большие противолодочные корабли проекта 1155.1 типа «Адмирал Чабаненко» — код НАТО — Udaloy II — проект советских и российских многоцелевых эсминцев 1-го ранга с управляемым ракетным вооружением дальней морской и океанской зоны, по классификации НАТО — эскадренных миноносцев (эсминцев) ПЛО — дальнейшее развитие больших противолодочных кораблей проекта 1155.
Были приняты в 1990-м году на вооружение Военно-Морского Флота СССР в настоящее время в количестве 1 единицы БПК «Адмирал Чабаненко» состоит на вооружении ВМФ Российской Федерации. Ещё 1 корабль, «Адмирал Басистый», был заложен, но впоследствии был разобран на стапеле.

## История разработки проекта
Проект большого противолодочного корабля проекта 1155 «Фрегат» был разработан Северным проектно-конструкторским бюро под руководством В. П. Мишина.
История разработки БПК пр. 1155.1 восходит к середине 1970-х гг., когда в ответ на появление первого американского универсального эсминца «Спрюэнс» в СССР начались работы по созданию эсминца проекта 956. Сбалансированный корабль создать не удалось — гипертрофированная артиллерия и мощное противокорабельное вооружение не позволили установить на корабле сколько-нибудь эффективные противолодочные средства. В связи с этим для совместного использования с новыми эсминцами было решено начать проектирование нового противолодочного корабля пр. 1155, который и стал реальным конкурентом «Спрюэнсу» по возможностями ПВО и ПЛО.
Однако идея создания универсального эсминца, гармонично сочетающего в себе противокорабельные, противовоздушные и противолодочные функции, а также функции артиллерийской поддержки десантных операций, не была окончательно оставлена. Определённым шагом в этом направлении стало создание БПК проекта 1155.1 головной корабль «Адмирал Чабаненко», где за счёт замены двух 100-мм орудий одной спаренной 130-мм артустановкой и применения противолодочного комплекса «Водопад-НК» с запуском противолодочных ракет из обычного торпедного аппарата удалось разместить пусковые установки для 8 сверхзвуковых противокорабельных ракет «Москит». Кроме того, для усиления средств ПВО самообороны зенитные автоматы AK-630М были заменены двумя боевыми модулями зенитного ракетно-артиллерийского комплекса «Кортик», а противолодочные бомбомёты РБУ-6000 — комплексом противоторпедной защиты РБУ-12000 «Удав». Вместо гидроакустического комплекса (ГАК) «Полином» был установлен более совершенный ГАК «Звезда-2».
В результате родился гибрид, сочетающий в себе противокорабельные ракеты и (сокращённую наполовину) артиллерию эсминца пр. 956 и средства ПВО и ПЛО противолодочного корабля пр. 1155.
Фактически этот корабль следует классифицировать как эсминец 1-го ранга, хотя по преемственности проекта он традиционно считается большим противолодочным кораблём.

## История строительства
Всего планировалось построить 10 кораблей данного типа, однако до развала СССР были заложены только 2 из них, причём достроен только один. Ещё 2 корабля были заказаны, но так и не были начаты.
После длительного простоя, связанного с прекращением финансирования, головной корабль в 1999 г. был передан флоту. Заказ на второй заложенный и ещё два заказанных корабля был аннулирован в 1993 г.

## Состав серии
Цвета таблицы:

 Белый — не достроена или утилизирована не спущенной на воду

 Зелёный  — действующая в составе ВМФ России

 Жёлтый  — действующая в составе иностранных ВМС или как гражданское судно

 Синий  — находится в ремонте или на модернизации

 Красный  — списана, утилизирована или потеряна
| №  | Название            | Верфь        | Заложен | Спущен     | В строю    | Списан | Судьба                                                  |
| -- | ------------------- | ------------ | ------- | ---------- | ---------- | ------ | ------------------------------------------------------- |
| 1. | «Адмирал Чабаненко» | ССЗ «Янтарь» | 1990    | 16.06.1992 | 20.02.1999 | -      | В составе СФ. Переклассифицирован во фрегат. В ремонте. |
| 2. | «Адмирал Басистый»  | ССЗ «Янтарь» | 1991    | -          | -          | -      | Разобран на стапеле.                                    |
| 3. | «Адмирал Кучеров»   |              | -       | -          | -          | -      | Заказ аннулирован в 1993 г.                             |
| 4. |                     |              | -       | -          | -          | -      | Заказ аннулирован в 1993 г.                             |

## Оценка проекта
Проект 1155.1 был в определённом смысле развитием концепции проекта 1155 (объединения в один функций двух классов кораблей), но в отличие от него намного более удачным. Сохранив мощное противолодочное вооружение, корабль получил противокорабельные возможности, идентичные ЭМ проекта 956 и более мощную артиллерию. По сути дела единственным слабым местом проекта оставалось отсутствие дальней ПВО и ПВО средней дальности, способной справляться с самолетами-носителями противокорабельных крылатых ракет.